# デイモン・アレン (フィギュアスケート選手)
デイモン・グレイ・アレン（Damon Gray Allen、1973年4月12日 - ）は、アメリカ合衆国ノースカロライナ州ウィンストン・セーラム出身の男性フィギュアスケート選手。1993年、1995年冬季ユニバーシアード競技大会2位。1992年世界ジュニア選手権3位。

## 人物
長年のボーイフレンドである男性と2014年7月5日に結婚した。

## 経歴
ウィンストン・セーラムに生まれ、5歳のときにスケートを始めた。1991年全米選手権ジュニアクラスで優勝し、1991-1992年シーズンの世界ジュニア選手権では3位となる。
1992-1993年シーズンからはシニアクラスに転向し、1993年、1995年冬季ユニバーシアード競技大会で2大会連続2位となった。1995-1996年シーズンにはISUグランプリシリーズ（当時の名称はISUチャンピオンシリーズ）に参戦を果たしたが、このころからケガにも悩まされ、長野オリンピックシーズンでもあった1997-1998年シーズンは試合に出場することはなかった。2000年に引退。
現在はコロラドスプリングスを拠点にフィギュアスケートコーチ兼振付師として活動している。

## 主な戦績
| 大会/年            | 1991-92 | 1992-93 | 1993-94 | 1994-95 | 1995-96 | 1996-97 | 1997-98 | 1998-99 | 1999-00 |
| ------------------ | ------- | ------- | ------- | ------- | ------- | ------- | ------- | ------- | ------- |
| 全米選手権         | 10      | 7       | 9       | 4       | 5       | 5       |         | 6       | 6       |
| ラリック杯         |         |         |         |         | 4       |         |         |         |         |
| NHK杯              |         |         | 8       |         |         |         |         |         |         |
| ユニバーシアード   |         | 2       |         | 2       |         |         |         |         |         |
| フィンランディア杯 |         |         |         |         |         |         |         |         | 3       |
| ネーベルホルン杯   | 6       |         |         | 5       |         |         |         |         | 4       |
| 世界Jr.選手権      | 3       |         |         |         |         |         |         |         |         |